# Rudolf Törnbom
Rudolf Törnbom, född 10 september 1831, död 4 maj 1871 i Växjö, var en svensk tecknare och teckningslärare.
Törnbom var elev vid Konstakademien i Stockholm 1851, 1853–1854 och 1862–1863. Han var från 1864 fram till sin död verksam som teckningslärare i Växjö. Vid sidan av sitt arbete var han verksam som tecknare och medverkade i lokala utställningar.    